# Jorăști
Jorăști è un comune della Romania di 1 982 abitanti, ubicato nel distretto di Galați, nella regione storica della Moldavia.
Il comune è formato dall'unione di 3 villaggi: Lunca, Jorăști, Zărnești.